# ديف بالو
ديف بالو (بالإنجليزية: Dave Ballou)‏ هو موسيقي أمريكي، ولد في 22 أبريل 1963 في رود آيلاند في الولايات المتحدة.

## وصلات خارجية
- ديف بالو على موقع ميوزك برينز (الإنجليزية)
- ديف بالو على موقع أول ميوزيك (الإنجليزية)
- ديف بالو على موقع ديسكوغز (الإنجليزية)